# Jose Damen
Jose Damen (Países Bajos, 12 de noviembre de 1959) es una nadadora neerlandesa retirada especializada en pruebas de estilo braza, donde consiguió ser medallista de bronce mundial en 1975 en los 4x100 metros estilos.

## Carrera deportiva
En el Campeonato Mundial de Natación de 1975 celebrado en Cali (Colombia), ganó la medalla de bronce en los relevos de 4x100 metros estilos, con un tiempo de 4:21.45 segundos, tras Alemania del Este (oro con 4:14.74 segundos) y Estados Unidos (plata con 4:20.47 segundos).